# Piploda
Piploda är en ort i Indien.   Den ligger i distriktet Ujjain och delstaten Madhya Pradesh, i den centrala delen av landet, 600 km söder om huvudstaden New Delhi. Piploda ligger 469 meter över havet och antalet invånare är 7 719.
Terrängen runt Piploda är platt. Runt Piploda är det tätbefolkat, med 411 invånare per kvadratkilometer. Närmaste större samhälle är Nagda, 12,1 km norr om Piploda. Trakten runt Piploda består till största delen av jordbruksmark.